# Donald Adams (kanadischer Schauspieler)
Donald „Don“ Adams (* in Calgary, Alberta) ist ein kanadischer Theater- und Filmschauspieler sowie Synchronsprecher.

## Leben
Adams wurde in Calgary geboren und wuchs in Vancouver, British Columbia auf. Er studierte an der Vancouver Playhouse Acting School und startete anschließend seine Bühnenkarriere. Er spielte beim Stratford Festival, der Second City, dem Tarragon Theatre, dem Bard on the Beach und im Touchstone Theatre. Er lebt in Garden Bay in British Columbia. Er übernahm Ende der 1970er Jahre/Anfang der 1980er Jahre Nebenrolle in den Filmproduktionen Jagd ohne Skrupel, Rambo und Curtains – Wahn ohne Ende. Es folgten in den 1990er Jahren Episodenrollen in verschiedenen Fernsehserien wie Die Waffen des Gesetzes, Das Tollhaus oder Heirate nie einen Cowboy. Erst 2005 folgte eine weitere Episodenrolle in Stargate – Kommando SG-1 sowie drei Jahre später Besetzungen in den Filmen Quest for Samurai, Another Cinderella Story und The Betrayed. 2009 übernahm er Charakterrollen in jeweils einer Episode der Fernsehserien Reaper – Ein teuflischer Job und The Guard. Er war im selben Jahr außerdem als Sir Galahad in Merlin und das Schwert Excalibur zu sehen. Weitere Mitwirkungen hatte er unter anderen in der Fernsehserie Once Upon a Time – Es war einmal … und dem Spielfilm Power Rangers.

## Filmografie

### Schauspieler
- 1977: Jagd ohne Skrupel (Skip Tracer)
- 1982: Rambo
- 1983: Curtains – Wahn ohne Ende (Curtains… The ultimate Nightmare)
- 1990: Die Waffen des Gesetzes (Street Legal) (Fernsehserie, Episode 5x04)
- 1990: Das Tollhaus (Maniac Mansion) (Fernsehserie, Episode 1x08)
- 1996: Titanic (Mini-Serie, Episode 1x02)
- 1998: Terror im Weißen Haus (Loyal Opposition)
- 1999: The Wonderful World of Disney (Fernsehserie, Episode 3x02)
- 1999: Heirate nie einen Cowboy (Nothing Too Good for a Cowboy) (Fernsehserie, Episode 2x08)
- 2005: Stargate – Kommando SG-1 (Stargate SG-1) (Fernsehserie, Episode 9x06)
- 2008: Quest for Samurai
- 2008: Another Cinderella Story
- 2008: The Betrayed
- 2009: Reaper – Ein teuflischer Job (Reaper) (Fernsehserie, Episode 2x03)
- 2009: Merlin und das Schwert Excalibur (Merlin and the Book of Beasts) (Fernsehfilm)
- 2009: The Guard (Fernsehserie, Episode 2x10)
- 2010: Riverworld (Fernsehfilm)
- 2012: Alcatraz (Fernsehserie, Episode 1x02)
- 2012: Once Upon a Time – Es war einmal … (Once Upon a Time) (Fernsehserie, Episode 1x17)
- 2013: Goodnight for Justice (Mini-Serie, Episode 1x03)
- 2013: Spooksville (Fernsehserie, Episode 1x03)
- 2014: Madness (Kurzfilm)
- 2015: Olympus (Fernsehserie, Episode 1x05)
- 2017: Once Upon a Time – Es war einmal … (Once Upon a Time) (Fernsehserie, Episode 5x02)
- 2017: When We Rise (Mini-Serie, Episode 1x03)
- 2017: Power Rangers

### Synchronsprecher
- 2010: Planet Hulk (Zeichentrickfilm)
- 2011: Suffer (Kurzfilm)